# Fährstraße 25 (Stralsund)

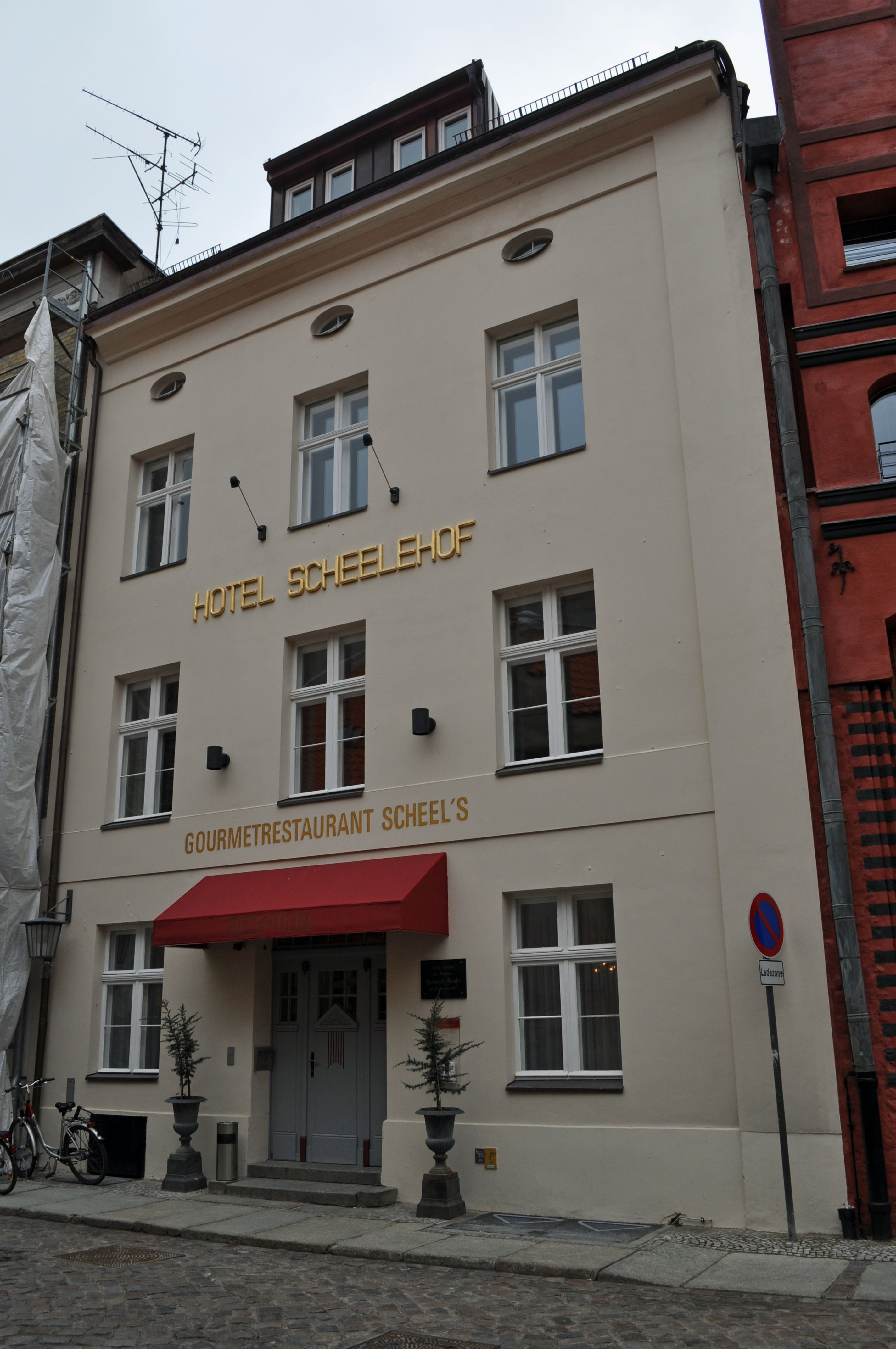
Das Haus Fährstraße 25 in Stralsund (2012)

Das Gebäude mit der postalischen Adresse Fährstraße 25 ist ein denkmalgeschütztes Bauwerk in der Fährstraße in Stralsund, am Übergang zur Schillstraße.
Der dreigeschossige und dreiachsige, traufständige Putzbau mit Walmdach wurde am Anfang des 19. Jahrhunderts errichtet.
Die Fassade weist ein kräftiges Hauptgesims auf. Das stichbogige Portal ist in der mittleren Achse angeordnet.
Das Haus liegt im Kerngebiet des von der UNESCO als Weltkulturerbe anerkannten Stadtgebietes des Kulturgutes „Historische Altstädte Stralsund und Wismar“. In die Liste der Baudenkmale in Stralsund ist es mit der Nummer 176 eingetragen.
In dem Haus wurde am 15. Dezember 1815 Heinrich Kruse geboren. Zusammen mit den benachbarten Häusern Fährstraße 24 und Fährstraße 23 gehört es seit den 2010er Jahren zum Hotel „Scheelehof“.